# 71615 Ramakers
71615 Ramakers este o planetă minoră (asteroid) din centura de asteroizi. A fost descoperită pe 3 martie 2000 la Catalina Station⁠(d) de Catalina Sky Survey. 
Obiectul prezintă o orbită caracterizată de o semiaxă mare de 2,7195149252854 UAi, o excentricitate de 0,15057002709353, o înclinație de 12,026418530487 ° în raport cu ecliptica.